# Beauté cachée
Pour plus de détails, voir Fiche technique et Distribution.
Beauté cachée (Collateral Beauty) est un film américain réalisé par David Frankel, sorti en 2016.

## Synopsis
Howard Inlet (Will Smith), un publicitaire new-yorkais, vit une tragédie et tombe dans une profonde dépression lorsque sa fille de 6 ans meurt. 
Ses collègues (Edward Norton, Kate Winslet et Michael Peña), craignant pour sa santé et pour l'avenir de leur entreprise échafaudent alors un stratagème des plus inattendus pour l'obliger à affronter sa souffrance. Puisque Howard écrit des lettres thérapeutiques et symboliques au Temps (Jacob Latimore), à la Mort (Helen Mirren) et à l'Amour (Keira Knightley), ses trois collègues décident d'employer trois acteurs pour être l'incarnation de ces trois symboles.

## Fiche technique
Sauf indication contraire, les informations mentionnées dans cette section peuvent être confirmées par la base de données cinématographiques IMDb,  présente dans la section « Liens externes ».
- Titre original : Collateral Beauty
- Titre francophone : Beauté cachée
- Réalisation : David Frankel
- Scénario : Allan Loeb (en)
- Direction artistique : Beth Mickle et Scott Dougan
- Décors : Kara Zeigon
- Costumes : Leah Katznelson
- Photographie : Maryse Alberti
- Montage : Andrew Marcus
- Musique : Theodore Shapiro
- Casting : Rori Bergman  et Jeanne McCarthy
- Production : Anthony Bregman, Bard Dorros, Kevin Scott Frakes, Allan Loeb et Michael Sugar
- Production déléguée : Michael Bederman, Bruce Berman (en), Richard Brener, Peter Cron, Michael Disco, Toby Emmerich, Josh Mack, Steven Mnuchin, Steven Pearl et Ankur Rungta
- Sociétés de production : PalmStar Media, Likely Story, Anonymous Content, Overbrook Entertainment et Village Roadshow Pictures
- Sociétés de distribution : Warner Bros. (États-Unis, France, Royaume-Uni)
- Pays d'origine :  États-Unis
- Langue originale : anglais
- Format : couleur — 35 mm — 2,39:1 — son Dolby Digital
- Genre : comédie dramatique
- Durée : 97 minutes
- Dates de sortie[1] :
  - États-Unis : 12 décembre 2016 (première mondiale à New York) ; 16 décembre 2016 (sortie nationale)
  - Canada : 16 décembre 2016
  - Belgique : 21 décembre 2016
  - France : 21 décembre 2016

## Distribution
- Will Smith (VF : Greg Germain ; VQ : Pierre Auger) : Howard Inlet
- Edward Norton (VF : Damien Boisseau ; VQ : Antoine Durand) : Whit Yardsham
- Kate Winslet (VF : Armelle Gallaud ; VQ : Valérie Gagné) : Claire Wilson
- Keira Knightley (VF : Sybille Tureau ; VQ : Mélanie Laberge) : Amy Moore
- Michael Peña (VF : Emmanuel Garijo ; VQ : Gabriel Lessard) : Simon Scott
- Helen Mirren (VF : Annie Le Youdec ; VQ : Claudine Chatel) : Brigitte
- Naomie Harris (VF : Annie Milon ; VQ : Catherine Proulx-Lemay) : Madeline
- Jacob Latimore (VF : Julien Crampon ; VQ : Nicolas DePassillé-Scott) : Raffi
- Ann Dowd (VF : Denise Metmer ; VQ : Diane Arcand) : Sally Price
- Kylie Rogers (VF : Sarah Usai-Méry ; VQ : Marine Guérin) : Allison Yardsham
- Alyssa Cheatham : Olivia
- Liza Colón-Zayas : la mère de Trevor
- Natalie Gold : la mère d'Adam
- Shirley Rumierk : la femme de Simon
- Benjamin Snyder : le petit-fils de Sally
- Mary Beth Peil : la mère de Whit
- Michael Cumpsty (VF : Roland Timsit ; VQ : Sylvain Hétu) : le président du conseil d'administration
- Enrique Murciano : Stan (non crédité)

 Source et légende : version française (VF) sur RS Doublage et selon le carton du doublage français cinématographique.

## Production

### Genèse et développement
En mai 2015, il est annoncé qu'Alfonso Gomez-Rejon dirigera le film, d'après le scénario d'Allan Loeb (en). En juin 2015, PalmStar Media se joint au projet pour le coproduire et le financer.
En septembre 2015, New Line Cinema décroche les droits de distribution mondiale. En octobre 2015, Alfonso Gomez-Rejon quitte le poste de réalisateur en raison de divergences artistiques. En novembre 2015, il est annoncé que David Frankel le remplacera.
Village Roadshow Pictures rejoint ensuite le financement.

### Attribution des rôles
En mai 2015, Hugh Jackman et Rooney Mara étaient annoncés dans les rôles principaux. En juin 2015, Variety rapporte que Jason Segel est en négociation pour un rôle. En juillet 2015, il est annoncé que Hugh Jackman quitte le projet pour le tournage de Logan et que les producteurs souhaitent Johnny Depp pour le remplacer. En août 2015, Will Smith remplace finalement Hugh Jackman.
En décembre 2015, Variety révèle que Helen Mirren est en négociation pour rejoindre la distribution. En janvier 2016, TheWrap annonce qu'Edward Norton, Michael Peña et Naomie Harris rejoignent la distribution, alors que Rachel McAdams serait en négociations.

### Tournage
Le tournage débute le 22 février 2016. Il a lieu à New York, notamment dans le Queens.